# الیس بارکس
الیس بارکس (انگلیسی: Ellis Burks؛ زادهٔ ۱۱ سپتامبر ۱۹۶۴) بازیکن بیس‌بال اهل ایالات متحده آمریکا است.
از باشگاه‌هایی که در آن بازی کرده‌است می‌توان به بوستون رد ساکس اشاره کرد.